# نباتية
النباتية (بالإنجليزية: Vegetarianism) طريقة عيش لا تعتمد على الحيوانات بأي شكل ولكنها تقبل بالعيش المشترك معها. فالنباتية تدخل في المأكل والملبس والتجارب والبجوث العلمية والصناعات وطرق الزراعة وغيرها. النظام الغذائي يأخذ الحيز الأكبر من الموضوع لاتصاله المباشر في استعباد وقتل الحيوانات. وهذا النظام غذائي يعتمد على النباتات ويستثني أكل اللحوم (بما في ذلك الأسماك، الدجاج، الرخويات وغيرها). ولا يسمح بأكل أي من المنتجات المملكة الحيوانية مثل الحليب، الزبدة، البيض والعسل. يشمل ذلك ايضًا الامتناع عن المنتجات الثانوية كالصوف والجلود. والكلمة مشتقة من الفعل اللاتيني الذي يعني «نبات» أو «الخضروات». أول ما ظهرت الكلمة كان في النصف الثاني من القرن التاسع عشر بواسطة تأسيس المجتمع النباتي البريطاني.
تبلغ نسبة النباتيين في العالم الغربي ما بين 1.5% إلى 2.5% بينما تبلغ النسبة في الهند ما يقارب 40%.
غالبا ما تكون أسباب النباتيين أخلاقية في أصلها وإن كانت توجد نسبة منهم أيضا تفعل ذلك لأسباب صحية.
من المشوق الذكر هنا أن سلوك استهلاك الطعام النباتي يقلل من الآثار السلبية على البيئة لأن عدم تربية الحيوانات يساهم إلى حد كبير في الحد من التأثيرات الضارة على البيئة. أما في ما يخص الصحة العامة فتوجد دراسات متباينة قسم منها يشير إلى أن النباتيين يتمتعون بصحة أفضل من آكلي اللحوم. ولكن النباتيين يختلفون في تصنيفاتهم الفرعية حسب رغبتهم بإتباع حمية كالحمية النيئة 10-10-80 أو الاعتماد على الثمار والابتعاد عن جذور النبات. يوجد مسمى آخر في للنباتيين في اللغة الإنجليزية وهو (Vegan، خُضري) الذي سكه البريطاني دونالد واتسون وهو مختصر كلمة Veg-etari-an فالبريطانيين اختصروها لطولها ولكن أصبحت تدل على وتأكد على عدم تناول الحليب، الزبدة، البيض والعسل والمنتجات الحيوانية الثانوية. فتغيرت الكلمة الاصلية Vegetarian مع هجرة سكان الهند الهندوس والسيخ إلى بريطانيا اللذين لا يأكلون اللحوم ولكن يأكلون الحليب والأجبان. يمكن ترجمته Vegan للعربية ب الخضرية ترفض فقط تناول منتجات الحيوانات في التغذية بل ترفضها في كل الأغراض الحياتية الأخرى مثل الأغطية أو الألبسة إلخ. ولكن في مجتمعاتنا العربية تستخدم كلمة النباتية كمرادف للكلمة Vegan بالأنجليزية.
للنباتية أسباب متنوعة، يعترض بعض الأشخاص على أكل اللحوم من باب الاحترام للكائنات الحية ودُونت تلك الأسباب الأخلاقية تحت اطار مختلف المعتقدات الدينية فضلًا عن الدعوة للدفاع عن حقوق الحيوان وتوجد دوافع أخرى متعلقة بالصحة والأولوية السياسية والبيئية والثقافية والجمالية والاقتصادية أو الشخصية. توجد أنظمة غذائية متعددة كالآتى: نظام غذائى شبه نباتى يشمل تناول البيض ومنتجات الألبان ويسمى اللبنيين، واخر يشمل تناول البيض فقط ويسمى البيضيين، والأخير، يستبعد النظام الغذائى النباتى جميع منتجات الحيوان بما في ذلك البيض ومنتجات الألبان ويتجنب ايضًا بعض النباتيون منتجات حيوانية أخرى كشمع العسل والملابس الجلدية أو الحريرية وملمع الأحذية المصنوع من ذهن الإوز.
كثيرًا ما تحتوى الأغذية المعلبة والمجهزة كالكعك والكوكيز والحلوى والشوكولاتة والزبادى والمارشميلو، على مكونات حيوانية غير مألوفة، لذلك قد يكون هذا الأمر مصدر قلق خاص بالنسبة للنباتيين بسبب احتمال وجود تلك الإضافات. ويتفحص النباتيون بدقة مكونات المنتجات المشتقة من الحيوان، عادة قبل الشراء أو الاستهلاك.
تختلف مشاعر النباتيين فيما يتعلق بهذه المكونات فمثلًا، في حين أن بعض النباتيين قد يكونوا غير مدركين بدور المنفحة المشتقة من الحيوان في إنتاج الجبن وبالتالى قد يستهلكوا المنتج بدون علم، فإن النباتيين الآخرين قد لا يواجهوا مشكلة في استهلاكه.
تتكون الأنظمة الغذائية الشبه نباتية بشكل كبير من الأغذية النباتية وقد تشمل أيضًا سمك أو دجاج وفي بعض الأحيان لحوم أخرى ولكن بشكل غير منتظم.
إن اولئك الذين يتبعون نظام غذائى يحتوى على سمك ودجاج قد يعرفوا اللحم بأنه مجرد لحم ثدييات وقد يشبه النباتية، وقد وُصِف النظام الغذائى pescetarian بأنه سمك فقط وليس لحوم أخرى. وقد أدى ارتباط الاستخدام المشترك بين هذه الأنظمة الغذائية والنباتية إلى قيام مجموعات نباتية، مثل جمعية النباتيين، بإعلان أن هذه الأنظمة الغذائية  التي تحتوي على هذه المكونات ليست نباتية، لأن الأسماك والطيور هي أيضًا حيوانات.

## التاريخ
تأتي أقدم سجلات النباتية بوصفها مفهومًا وممارسة بين عدد كبير من الناس من الهند القديمة، وخصوصًا من الهندوس والجاينية (ديانة هندية قديمة). تُشير السجلات اللاحقة إلى وجود مجموعات صغيرة في الحضارة الإغريقية القديمة في جنوب إيطاليا واليونان، تكيفت أيضًا مع بعض العادات الغذائية المشابهة للنباتية. في الحالتين، كان النظام الغذائي مرتبطًا ارتباطًا وثيقًا بفكرة نبذ العنف ضد الحيوان (الأهيمسا في الهند)، استنادًا إلى توجهات دينية وفلسفية.
بعد اعتناق الإمبراطورية الرومانية المسيحية في إسرائيل في العصور القديمة المتأخرة (بين القرنين الرابع والسادس)، اختفى النظام النباتي تقريبًا من أوروبا. أوصى الرهبان في العصور الوسطى بتقييد أو حظر استهلاك اللحوم لأسباب متعلقة بالزهد، لكن لم يمتنع أي منهم عن استهلاك السمك، لم يكن هؤلاء الرهبان نباتيين، لكن كان بعضهم من مُحبي الأسماك. كانت النباتية على وشك الظهور بعض الشيء في أوروبا خلال عصر النهضة، إذ أصبحت ممارسةً وانتشرت انتشارًا أكبر خلال القرنين التاسع عشر والعشرين. تراوحت نسب النباتيين في العالم الغربي بين 0.5 و4% وفقًا لبيانات مؤسسة منتل في سبتمبر 2006.

## أنواع النباتية
|                                       | اللحم | البيض | الألبان |
| ------------------------------------- | ----- | ----- | ------- |
| نباتيو الألبان والبيض (اللبني البيضي) | لا    | نعم   | نعم     |
| نباتيو البيض (البيضيون)               | لا    | نعم   | لا      |
| نباتيو الألبان (اللبنيون)             | لا    | لا    | نعم     |
| نباتي (او نباتي حصري)                 | لا    | لا    | لا      |

هناك نوعان أساسيان للغداء النباتي:

### النباتية الصرفة
(فيغان Vegan) يتغذون على النباتات فقط ويستبعدون جميع المنتجات الحيوانية ليس فقط من طعامهم وإنما من حياتهم اليومية مثل الصوف، الجلد، الفرو، بالإضافة إلى الأمتناع من زيارة الأماكن التي تستغل الحيوانات لتسلية البشر، مثل السيرك وحدائق الحيوانات، وذلك تضامنا مع حقوق الحيوانات.

### النباتية
ويمكن أكل البيض أو الأسماك أو الدجاج أو اللحوم أو تناول اللبن ومشتقاته:
- شبه نباتيين: يأكلون النباتات والأسماك أو الدجاج
- نباتيو الألبان (لبنيون): يأكلون النباتات ويتناولون اللبن ويأكلون مشتقاته
- نباتيو البيض والألبان (لبني بيضي): يأكلون النباتات والبيض ويتناولون اللبن ويأكلون مشتقاته
- نباتيو البيض (بيضيون) : يأكلون النباتات والبيض
- نباتيو الأسماك (سمكيون): يأكلون النباتات والأسماك والبيض ويتناولون اللبن ويأكلون مشتقته
- - النباتي أو النباتي الصرف أو الفيجن (vegan): يتغذون على النباتات فقط ويستبعدون جميع المنتجات الحيوانية ليس فقط من طعامهم وإنما من حياتهم اليومية مثل الصوف، الجلد، الفرو، بالإضافة إلى الأمتناع من زيارة الأماكن التي تستغل الحيوانات لتسلية البشر، مثل السيرك وحدائق الحيوانات، وذلك تضامنا مع حقوق الحيوانات.

## أسباب النباتية
إن السبب الرئيس لنمو هذا النظام الغدائي داخل الشعوب العصرية (خصوصا الأوروبية والأمريكية منها)، هو سبب أخلاقي. فالنباتيون يرفضون بتاتا فكرة ذبح الحيوانات من أجل أكل لحومها. ومع ذلك فإن نسبة أخرى من النباتيين يتبعون هذا النظام الغذائي فقط لما له من فوائد صحية على جسم الإنسان، وآخرون يتبعونه لما له فوائد بيئية فكما أصبح معروف بعد تقرير الأمم المتحدة لونغ شادو ان الصناعة الحيوانية تساهم في الاحتباس الحراري أكثر من قطاع المواصلات.

## التوازن الغذائي عند النباتيين
قد تبدو النباتية نظام صارم وهي بالفعل كذلك فالنباتي لا يستطيع ان يحصل على جميع ما يحتاجه جسمه من الأغذية النباتية دون الحاجة لمصادرة حيوانية أبداً وهذا ما أكدته جمعية التغذية الأمريكية، وقد أثبتت الدراسات أن النباتيين يعانون فعلا من نقص في أي مادة من المواد الأساسية للعيش. فالكالسيوم والبروتينات المهمة يستمدونها من الحليب أو البيض، والفيتامينات وغيرها يستمدونها من الفواكه والخضر.

## النباتية والدين
تُعلم الجاينية مبادئ نظام النباتية كسلوك أخلاقي كما تفعل بعض الطوائف الرئيسية في الهندوسية. وحيث لا تحظر البوذية بشكل عام أكل اللحوم، فإنَّ بوذية الماهايانا تحثُّ على النباتية باعتبارها مفيدة لتنمية التعاطف والرحمة. كما تشمل الطوائف الأخرى التي تدعو إلى اتباع نظام غذائي نباتي جماعة السبتيين، وحركة الراستفارية، وحركة أناندا مارغا، وهاري كريشنا. وبالنسبة للسيخية فإنَّها لا تقرن الروحانية مع النظام الغذائي، كسبب ونتيجة، ولا تحدد نظامًا غذائيًا نباتيًا أو لحميَّا.

### البهائية
ومن حيث لا توجد قيود غذائية في الدين البهائي، فقد أشار عبد البهاء، ابن مؤسس العقيدة البهائية، إلى أنَّ اتباع نظام غذائي نباتي يتكون من الفاكهة والحبوب لهو أمر مُستحب، ولكن يُستثنى منه الأشخاص الذين يعانون من بنية جسمانية واهنة أو هم على مرضٍ. وذكر أنه لا توجد متطلبات لكي يصبح البهائيون نباتيين، ولكن يجب أن يصبح المجتمع المستقبلي نباتيًا بشكل تدريجي. وقد وذكر عبد البهاء أيضًا أن قتل الحيوانات لهو أمر بالضد من الرحمة والشفقة. في حين صرح شوقي أفندي، رئيس الديانة البهائية في النصف الأول من القرن العشرين، بأنه يفضل اتباع نظام غذائي نباتي بحت لأنه ينأى بنفسه عن قتل الحيوانات، وكذلك صرح بيت العدل البهائي، الهيئة الحاكمة للبهائيين، أن هذه التعاليم لا تشكل ممارسة بهائية وأنَّ البهائيين يمكنهم أن يختاروا تناول ما يشاءون ولكن يجب أن يحترموا معتقدات الآخرين.

### البوذية
بشكل عام، يأكل الثيرافادين اللحوم، فإذا كان الرهبان البوذيون «يرون أو يسمعون أو يعلمون» أنَّ حيوانًا حيًا قد قُتل خصيصًا لهم ليأكلوه، فيجب عليهم رفضه وإلا سيتعرضون لتحمل إثم. ومع ذلك، فإن هذا لا يشمل تناول اللحوم التي تُقدَّم لهم كصدقة أو التي تُشرى من محال اللحوم. في قانون ثيرافادا، لم يبدِ بوذا أي تعليق يثنيهم عن أكل اللحوم (باستثناء أنواع محددة، مثل لحم الإنسان، ولحم الفيل، والحصان، والكلب، والأفعى، والأسد، والنمر، والفهد، والدب، ولحم الضبع) لكنه رفض على وجه التحديد وضع النباتية في قانونه الرهباني عندما يُقدم اقتراح ما بذلك.
في العديد من النصوص السنسكريتية لبوذية الماهايانا، يرشد بوذا أتباعه إلى تجنب أكل اللحوم. ومع ذلك، فإن كل فرع من فروع بوذية ماهايانا يختار النص التشريعي الذي يناسبه اتباعه، وبعض الفروع، بما في ذلك غالبية البوذيين التبتيين واليابانيين، يأكلون اللحو، بينما العديد من الفروع البوذية الصينية لا تأكل اللحوم.

### المسيحية
مارست مجموعات مختلفة داخل المسيحية في إسرائيل قيودًا غذائية محددة لأسباب مختلفة. وقد أوصى مجلس أورشليم في عام 50 بعد الميلاد المسيحيين بمواصلة اتباع بعض قوانين الطعام اليهودية المتعلقة باللحوم. يُعتقد أن الطائفة المبكرة المعروفة باسم الإبيونية قد مارست النباتية. وتشير الأجزاء الباقية من إنجيلهم إلى اعتقادهم أنه - بما أن المسيح هو ذبيحة الفصح ولم يعد تناول خروف الفصح مطلوبًا - يمكن (أو ينبغي) اتباع نظام غذائي نباتي. ومع ذلك، فإن المسيحية الأرثوذكسية لا تقبل تعاليمهم على أنها أصيلة. في الواقع، استُدل على أنَّ هذا الأمر الأخير لهو أحد الأمور الخاطئة التي تنسب إليهم.
في وقت لاحق، اتبعت الكنيسة المسيحية للكتاب المقدس التي أسسها القس ويليام كاوهرد عام 1809 نظامًا غذائيًا نباتيًا. وكان كاوهرد أحد رواد الفلسفة في المجتمع النباتي [الإنجليزية]. شجع كاوهرد الأعضاء على الامتناع عن تناول اللحوم كشكل من أشكال الزهد.
يُحث السبتيون على الانخراط في ممارسات الأكل الصحي، ويوصي المؤتمر العام لمجلس التغذية السبتيين باتباع النظام النباتي المكون من الألبان والبيض. كما قاموا برعاية العديد من الدراسات العلمية والمشاركة فيها لاستكشاف تأثير القرارات الغذائية على النتائج الصحية. بالإضافة إلى ذلك، قام المؤتمر العام لمجلس التغذية بتكييف الهرم الغذائي لوزارة الزراعة الأمريكية لنهج غذائي نباتي. ومع ذلك، فإن الأنواع الوحيدة من اللحوم غير المرغوبة على وجه التحديد هي اللحوم غير النظيفة، أو تلك الممنوعة في الكتاب المقدس.
بالإضافة إلى ذلك، تتبع بعض الرهبانيات نظامًا غذائيًا نباتيًا، ويتبع أعضاء الكنيسة الأرثوذكسية نظامًا غذائيًا نباتيًا أثناء الصيام. هناك أيضًا ارتباط قوي بين جمعية الأصدقاء الدينية أو الكويكرز والنباتية التي يعود تاريخها إلى القرن الثامن عشر على الأقل. نمت الرابطة في مكانة بارزة خلال القرن التاسع عشر، إلى جانب تزايد مخاوف كويكر فيما يتعلق باستهلاك الكحول، ومكافحة تشريح الكائنات الحية والنقاء الاجتماعي. ومع ذلك، فإن الارتباط بين تقليد كويكر والنباتية يصبح أكثر أهمية مع تأسيس جمعية الأصدقاء النباتيين في عام 1902 «لنشر طريقة لطيفة للعيش بين مجتمع الأصدقاء».
وفقًا للقانون الكنسي، يُطلب من الروم الكاثوليك الذين يبلغون من العمر 14 عامًا أو أكثر الامتناع عن اللحوم، بخلاف الأسماك، يوم أربعاء الرماد وجميع أيام الجمعة من الصوم الكبير بما في ذلك الجمعة العظيمة. يُلزم القانون الكنسي الكاثوليك أيضًا بالامتناع عن تناول اللحوم، بخلاف الأسماك، في أيام الجمعة من العام خارج الصوم الكبير (باستثناء بعض الأيام المقدسة) ما لم يتم، بإذن من مؤتمر الأساقفة المحلي، استبدال فعل توبة آخر. والقيود المفروضة على أكل اللحوم في هذه الأيام هي فقط كفعل من أعمال الكفارة وليس بسبب اعتراض ديني على أكل اللحوم.

#### السبتيون
منذ تشكيل كنيسة السبتيين في ستينيات القرن التاسع عشر، كان الكمال والصحة موضع تركيز الكنيسة السبتية، وقد عُرِف باسم إيمان الكنيسة بـ «الرسالة الصحية».
أظهر البحث الممول من قبل المعاهد الوطنية الأمريكية للصحة أن متوسط عمر السبتيين في كاليفورنيا 4 إلى 10 سنوات أطول من متوسط العمر في كاليفورنيا. ويؤكد البحث، كما ورد في قصة الغلاف لعدد نوفمبر 2005 من ناشيونال جيوغرافيك، أن السبتيين يعيشون لفترة أطول لأنهم لا يدخنون أو يشربون الكحول، ولديهم يوم راحة كل أسبوع، ويحافظون على نظام غذائي نباتي صحي قليل الدسم الغني بالمكسرات والفاصوليا. يُقدَّر أن 35% من السبتيين يمارسون النباتية أو النباتية الحصرية، وفقًا لمسح عالمي عام 2002 لقادة الكنيسة المحلية.

### الهندوسية
على الرغم من عدم وجود قاعدة صارمة بشأن ما يجب استهلاكه وما لا يجب تناوله، إلا أن الآراء الهندوسية تعتبر النباتية مثالية. بعض الأسباب هي: تطبيق مبدأ اللاعنف (أهيمسا) على الحيوانات؛ بنية تقديم طعام «نقي» (نباتي) للإله ثم إعادته إلى براساد؛ والاعتقاد بأن نظام ساتفيك الغذائي مفيد لصحة الجسم والعقل وأن الطعام غير النباتي لا ينصح به لعقل أفضل وتطور روحي. ومع ذلك، تختلف العادات الغذائية للهندوس وفقًا لمجتمعهم وموقعهم وعاداتهم وتقاليدهم المختلفة. يعتقد الهندوس أن البقرة هي حيوان مقدس يُحظر نحرها وتصنيع لحومها.

### الجاينية
يعتقد أتباع الجاينية أن جميع الكائنات الحية، بما في ذلك الكائنات الحية الدقيقة، تعيش ولديها روح، ولديها حاسة أو أكثر من الحواس الخمس. يذهبون إلى أبعد الحدود لتقليل أي ضرر يلحق بأي كائن حي. معظم الجاينيين نباتيو ألبان، لكن الجاينيين الأكثر تدينًا لا يأكلون الخضروات الجذرية، لأنهم يعتقدون أن الخضروات الجذرية تحتوي على العديد من الكائنات الحية الدقيقة مقارنة بالخضروات الأخرى، وأنه من خلال تناولها، فإن العنف ضد هذه الكائنات الدقيقة أمر لا مفر منه. لذلك يفضلون تناول الفاصوليا والفواكه، التي تنطوي زراعتها على قتل عدد أقل من الكائنات الحية الدقيقة. لا يُسمح بأي منتجات تم الحصول عليها من حيوانات ميتة بالفعل بسبب العنف المحتمل ضد الكائنات الدقيقة المتحللة. بعض الأفراد المتفانين بشكل خاص هم من أنصار ثمرية. العسل ممنوع لكونه قلس/ارتجاع الرحيق من قبل النحل ويحتمل أن يحتوي على بيض وفضلات ونحل ميت. لا يستهلك بعض الجاينيين أجزاء النبات التي تنمو تحت الأرض مثل الجذور والبصيلات، لأن النباتات نفسها والحيوانات الصغيرة قد تُقتل عند اقتلاع النباتات.

### اليهودية
في حين أن القانون اليهودي الكلاسيكي لا يشترط ولا يحظر استهلاك اللحوم، غالبًا ما يستشهد النباتيون اليهود بالمبادئ اليهودية المتعلقة برعاية الحيوان والأخلاق البيئية والشخصية الأخلاقية والصحة كأسباب لتبني نظام غذائي نباتي.
قد ينادي الحاخامات بالنباتية في المقام الأول بسبب مخاوف بشأن الرفق بالحيوان، خاصة في ضوء الحظر التقليدي على التسبب في «ألم للكائنات الحية» غير ضروري. يعتقد بعض الناشطين والجماعات النباتية اليهودية أن الإذن الشرعي بتناول اللحوم هو تساهل مؤقت لأولئك الذين ليسوا مستعدين بعد لقبول النظام الغذائي النباتي.
يبدأ كتاب دانيال في فصله الأول بفوائد النظام النباتي. نظرًا لحجمه ووقت إصداره المتأخر ومحتواه الكاشِف، فإن الكتاب له أهمية خاصة في فترة المنفى التالي، والتي تستمر حتى الآن لمدة 2000 عام وما زالت مستمرة من الناحية الفنية حتى يُعاد بناء الهيكل في القدس. يُقدم نظام غذائي يوصف بأنه «النبض والماء» جنبًا إلى جنب مع الفوائد مثل التوافق مع القوانين الغذائية التوراتية والصحة والجمال والحكمة والرؤى.
أصبحت النباتات النباتية اليهودية شائعة بشكل خاص بين اليهود الإسرائيليين. في عام 2016، تم وصف إسرائيل بأنها «أكثر دولة نباتية على وجه الأرض»، حيث تجنب خمسة بالمائة من سكانها جميع المنتجات الحيوانية. نما الاهتمام بالنمط النباتي بين كل من اليهود غير الأرثوذكس والأرثوذكس في إسرائيل.

### الإسلام
في الإسلام لا يوجد أي نص يحرم النباتية، فيؤمن أغلب المسلمون أن الله سمح لهم تناول الأطعمة بمختلف أنواعها إلا ما ذكر فيه نص صريح كتناول لحم الخنزير، حيث قال الله في سورة المائدة من القرآن «حُرِّمَتْ عَلَيْكُمُ الْمَيْتَةُ وَالدَّمُ وَلَحْمُ الْخِنزِيرِ وَمَا أُهِلَّ لِغَيْرِ اللَّهِ بِهِ وَالْمُنْخَنِقَةُ وَالْمَوْقُوذَةُ وَالْمُتَرَدِّيَةُ وَالنَّطِيحَةُ وَمَا أَكَلَ السَّبُعُ إِلَّا مَا ذَكَّيْتُمْ وَمَا ذُبِحَ عَلَى النُّصُبِ وَأَن تَسْتَقْسِمُوا بِالْأَزْلَامِ ۚ»، لا توجد أحصاءات تحدد نسبة النباتين في البلدان ذات الغالبية السكانية المسلمة إلا أنها بشكل عام غير كبيرة. مع ذلك المسلمين النباتيين في ازدياد.
مورست النباتية من قبل بعض المسلمين المؤثرين مثل العراقية رابعة العدوية والمعلم السريلانكي باوا محي الدين الذي أسس زمالة باوا محي الدين في أمريكا الشمالية بفيلادلفيا. رئيس الهند السابق أبو بكر زين العابدين عبد الكلام كان مشهورا بأنه نباتي.
في يناير 1996، أعلن الاتحاد العالمي للنباتيين تشكيل جمعية نباتيين مسلمين.
سيختار العديد من المسلمين غير النباتيين خيارات نباتية (أو أكلات بحرية) عند التناول في المطاعم الغير حلال.

### راستافارية
داخل المجتمع الأفريقي الكاريبي، هناك أقلية من الراستافاري وتتبع اللوائح الغذائية بدرجات متفاوتة من الصرامة. معظم الأرثوذكس يأكلون فقط الأطعمة «الإيطالية» أو الأطعمة الطبيعية، حيث تكون مطابقة الأعشاب أو التوابل مع الخضار نتيجة لتقاليد طويلة نشأت من الأصل الأفريقي والتراث الثقافي للراستافاري. وتعني كلمة "Ital" المشتقة من كلمة «حيوية» ضرورية للوجود البشري. يحظر الطبخ الإيطالي بأشد صوره صرامة استخدام الملح واللحوم (خاصة لحم الخنزير) والمواد الحافظة والملونات والمنكهات وأي شيء اصطناعي. معظم الراستافاري نباتيون.

### السيخية
لا تدعو معتقدات السيخية إلى موقف معين بشأن إما النباتية أو استهلاك اللحوم، ولكنها تترك قرار النظام الغذائي للفرد. إلا أن المعلم العاشر، جورو جوبيند سينغ، منع السيخ «أمريتداري»، أو أولئك الذين يتبعون السيخ ريهات ماريادا (مدونة السلوك الرسمية للسيخ) من أكل لحوم كوتا، أو اللحوم التي تم الحصول عليها من الحيوانات التي تم قتلها في طريقة طقسية. يُفهم أن هذا كان للسبب السياسي المتمثل في الحفاظ على الاستقلال عن الهيمنة الإسلامية الجديدة آنذاك، حيث يلتزم المسلمون إلى حد كبير بالنظام الغذائي الحلال الطقسي.
«أمريتداريس» التي تنتمي إلى بعض الطوائف السيخية (مثل أخاند كيرتاني جاثا، ودامدامي تقسيم، ونامداري، وريونوالاي، وما إلى ذلك) يعارضون بشدة استهلاك اللحوم والبيض (على الرغم من أنهم يستهلكون ويشجعون على استهلاك الحليب والزبدة والجبن). يعود هذا الموقف النباتي إلى أوقات الراج البريطاني، مع ظهور العديد من المتحولين الجدد من فايشنافا. رداً على الآراء المتباينة حول النظام الغذائي في جميع أنحاء السكان السيخ، سعى السيخ جوروس إلى توضيح وجهة نظر السيخ حول النظام الغذائي، مؤكدين على تفضيلهم فقط لبساطة النظام الغذائي. قال جورو ناناك إن الاستهلاك المفرط للطعام (لوبه، جريد) ينطوي على استنزاف لموارد الأرض وبالتالي على الحياة. تقول مقاطع من جورو جرانث ساهيب (الكتاب المقدس للسيخ، والمعروف أيضًا باسم أدي جرانث) أنه من «الحماقة» الدفاع عن تفوق الحياة الحيوانية، لأنه على الرغم من ارتباط كل أشكال الحياة، إلا أن حياة الإنسان فقط تحمل أهمية أكبر: «فقط الحمقى يجادلون هل يأكلون اللحوم أم لا. من يستطيع أن يحدد ما هو اللحم وما هو غير اللحم؟ من يدري أين تكمن الخطيئة، أن تكون نباتيًا أم غير نباتي؟».

## النباتية في الأسطورة
ظهرت لأول مرة فكرة اتباع نظام غذائي نباتي بحت للإنسان في الأسطورة، حيث يتم التحدث عن شعوب بأكملها نباتية. يحكي هوميروس في الأوديسة عن اللوتوفاجي (أكلة اللوتس)، وهو شعب أصلي مسالم يشبه ما في القصص الخيالية يغذي نفسه بالفاكهة الحلوة من نبات اللوتس السحري، الذي يجعلهم ينسون كل شيء بعد أكله. ومع ذلك، فقط هيرودوت من ادعى صراحة أن زهرة اللوتس كانت الغذاء الوحيد للوتوفاجي. يصف ديودور الصقلي الناس في إثيوبيا، بـ «آكلو الجذور» و«آكلو البذور» و«آكلو الخشب»، الذين اقتصر نظامهم الغذائي على نباتات معينة. هذه التقارير، التي لا يزال هناك المزيد منها في العصور القديمة، لها سمات خرافية وبالتالي لا تعتبر موثوقة. في معظم الأوقات، تُقيم الشعوب التي يُزعم أنها لا تأكل اللحوم بشكل إيجابي في المصادر، مثل أنها تُظهر التقوى والعدالة والسلام.
في العصور القديمة، كان رأيًا منتشرًا أنه في العصر الذهبي القديم لم يكن هناك نظام غذائي من اللحوم وأن الأرض نفسها تنتج كل الغذاء الذي يحتاجه أهل تلك الحقب. يمكن العثور على هذه الأسطورة في هسيودوس (الأعمال والأيام 109 وما يليها)، أفلاطون (رجل الدولة 271-2)، أوفيد (التحولات 1.89 وما يليها؛ 15.96 وما يليها) وغيرها من الأعمال.